# Edificio Miami
L'Edificio Miami (in spagnolo: Edificio Miami; in inglese: The Miami Building) è uno storico edificio di San Juan a Porto Rico.

## Storia
L'edificio venne fatto costruire da un ricco venezuelano di nome Tirado e venne ultimato nel 1936. Il progetto si deve a Pedro Méndez, lauratosi all'Università di Syracuse nel 1932.
L'edificio è iscritto nel registro nazionale dei luoghi storici dal 23 agosto 1984.

## Descrizione
L'edificio sorge nel quartiere del Condado su un lotto affacciato a nord sulla Ashford Avenue e sulla luguna del Condado a sud.
L'edificio, una struttura di sette piani con pianta rettangolare, presenta uno stile Art déco.